# Dorothee Schneider
Dorothee Schneider, född den 17 februari 1969 i Mainz, är en tysk ryttare.
Hon tog OS-silver i lagtävlingen i dressyr i samband med de olympiska ridsporttävlingarna 2012 i London.
Hon tog även OS-silver i lagtävlingen i dressyr i samband med de olympiska tävlingarna i ridsport 2016 i Rio de Janeiro. Vid olympiska sommarspelen 2020 i Tokyo tog Schneider på nytt guld i lagtävlingen i dressyr tillsammans med Jessica von Bredow-Werndl och Isabell Werth.